# Kungsträdgården (metropolitana di Stoccolma)
Kungsträdgården è una stazione della metropolitana di Stoccolma.
È situata nei pressi dell'omonima piazza, a sua volta compresa all'interno della circoscrizione di Norrmalm. È inoltre un capolinea della linea blu del sistema metroviario locale: la stazione antecedente è quella di T-Centralen.
La fermata di Kungsträdgården fu inaugurata il 30 ottobre 1977: la sua apertura determinò anche un'estensione della tratta della linea blu, la quale in precedenza terminava presso T-Centralen. In ordine cronologico, è stata la 91ª fermata del sistema metroviario locale. Tutte le partenze hanno come capolinea Akalla oppure Hjulsta.
La stazione è accessibile da due distinte entrate, una ubicata sulla via Arsenalsgatan e l'altra ubicata internamente al centro commerciale Gallerian. La piattaforma è collocata ad una profondità di 34 metri sotto il livello del suolo. Il progetto per la costruzione venne affidato agli architetti Michael Granit e Per H. Reimers, mentre il pittore Ulrik Samuelson vi ha apportato contributi artistici decorativi.
Nel 2009 il suo utilizzo medio quotidiano durante un normale giorno feriale è stato di 6.500 persone circa.

## Tempi di percorrenza
| Linea | Capolinea | Tempo  | Stazione                          | Tempo             |
| T10   | Hjulsta   | 22 min | T-Centralen Rådhuset Fridhemsplan | 1 min 3 min 4 min |
| T11   | Akalla    | 22 min | T-Centralen Rådhuset Fridhemsplan | 1 min 3 min 4 min |